# Такацукаса (род)

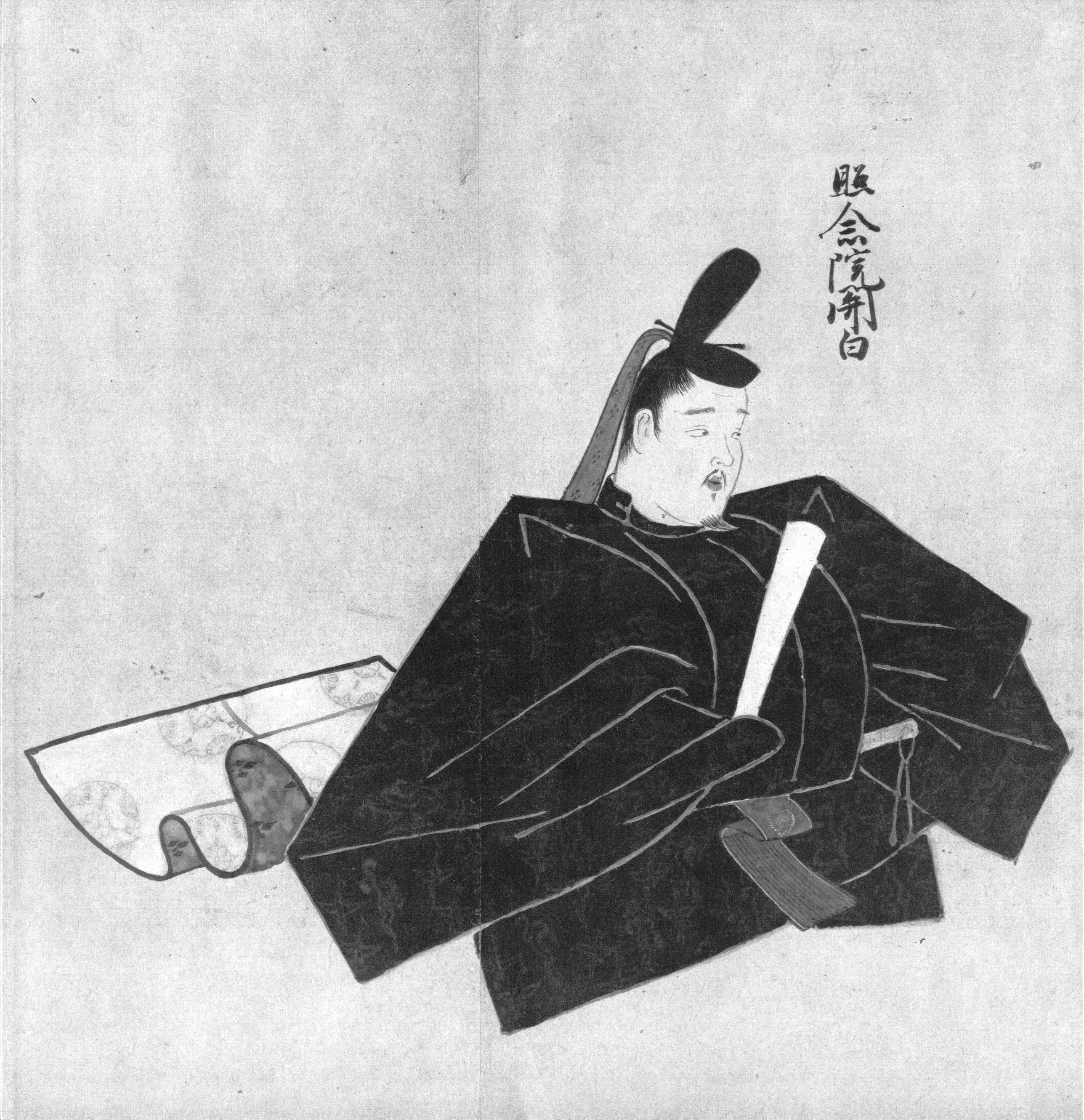
Такацукаса Канехиро (1228—1294), сэссё (1252—1254) и кампаку (1254—1261)

Такацукаса (яп. 鷹司家 Такацукаса-ке) — японский аристократский род, одна из пяти линий клана Фудзивара.

## История
Родоначальником рода был Фудзивара-но Канехира (1228—1294), шестой сын Коноэ Иэдзанэ (1179—1243). Он был первым, кто принял это имя . Семья Такацукаса взяла своё название от части Киото, в которой она проживала. Семейный герб — пион.
Род Такацукаса был одним из пяти ветвей клана Фудзивара, который занимал должности сэссё и кампаку.
В период Сэнгоку род Такацукаса прервался. Позднее, в начале периода Эдо, сын Нидзё Харуёси взял себе имя Такацукаса Нобуфуса и возродил род Такацукаса.
Такацукаса Такака (1622—1683), дочь Нобуфусы, была женой Токугавы Иэмицу, третьего сёгуна из династии Токугава.
В 1869 году глава рода Такацукаса получил титул герцога в новой японской аристократической системе кадзоку.
Принцесса Кадзуко (1929—1989), третья дочь императора Хирохито, в 1950 году вышла замуж за Такацукасу Тосимити (1923—1966).

## Члены рода

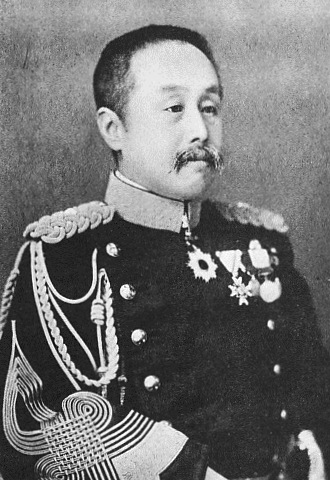
Такацукаса Хиромити (1855—1918)

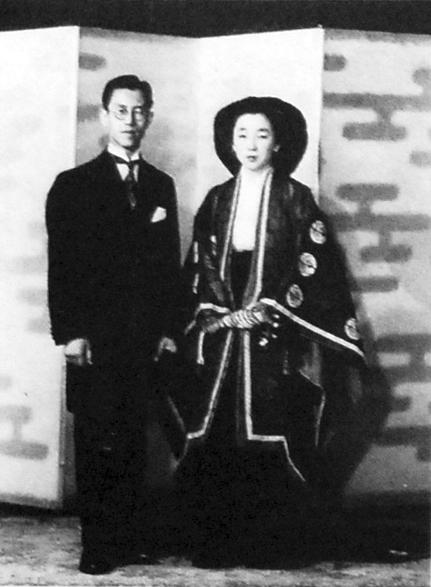
Такацукаса Тосимити и его супруга, урожденная принцесса Кадзуко

- Такацукаса Канехира (1228—1294)[1], сэссё (1252—1254) и кампаку (1254—1261), сын Коноэ Иэдзанэ
- Такацукаса Мототада (1247—1313), кампаку (1268—1273), старший сын предыдущего
- Такацукаса Канетада (1262—1301), кампаку (1296—1298) и сэссё (1298—1301), младший брат предыдущего
- Такацукаса Фуюухира (1275—1327), сэссё (1308—1311), кампаку (1311—1313, 1315—1316, 1324—1327), сын Канетады и приёмный сын Мототады
- Такацукаса Морохира (1310—1353), кампаку (1342—1346), сын Фуюухиры
- Такацукаса Фуюумити (1330—1386), кампаку (1367—1369), сын Морохиры
- Такацукаса Фуюуиэ (1357—1425), сын Фуюумити
- Такацукаса Фусахира (? — 1472), кампаку (1454—1455), сын Фуюуиэ
- Такацукаса Масахира (1445—1517), кампаку (1483—1487), сын Фусахиры
- Такацукаса Канеэсукэ (1480—1552), кампаку (1514—1518), сын Масахиры
- Такацукаса Тадафую (1509—1546), кампаку (1542—1545), сын Канэсукэ
- Такацукаса Нобуфуса (1565—1657), кампаку (1606—1608), сын Нидзё Харуёси (1526—1579)
- Такацукаса Нобухиса (1590—1621), кампаку (1612—1615), сын предыдущего
- Такацукаса Норихира (1609—1668), сын Нобухиса
- Такацукаса Фусасукэ (1637—1700), сэссё (1664—1668), кампаку (1668—1682), сын предыдущего
- Такацукаса Канехиро (1659—1725), кампаку (1703—1707), старший сын предыдущего
- Такацукаса Фусахиро (1710—1730), сын Коноэ Иэхиро и приёмный сын предыдущего
- Такацукаса Хисасукэ (1726—1733), сын Коноэ Иэхиро и приёмный сын Фусахиро
- Такацукаса Мототеру (1727—1743), сын Итидзё Канеки и приёмный сын Хисасукэ
- Такацукаса Сукэхира (1738—1813), кампаку (1787—1791), приёмный сын Мототеру
- Такацукаса Масахиро (1761—1841), кампаку (1795—1814), сын предыдущего
- Такацукаса Масамити (1789—1868), кампаку (1823—1856), сын предыдущего
- Такацукаса Сукэхиро (1807—1878), кампаку (1863—1866), сын предыдущего
- Такацукаса Хиромити (1855—1918), сын Кудзё Хисатады (1798—1871), приёмный сын предыдущего
- Такацукаса Нобусукэ (1890—1959), старший сын предыдущего. Политик и орнитолог.
- Такацукаса Тосимити (1923—1966), сын предыдущего.